# Асоціація мусульман України
«Асоціація мусульман України» («АМУ») — громадська організація, що об'єднує мусульман різних національностей. Мета організації — ознайомлення людей з ісламською культурою та цінностями.

## Історія
Асоціація мусульман України (АМУ) заснована виходцями з Криму та іншими мусульманами у 2014 році після анексії Криму Росією.
У 2015 року асоціація починає акцію по розповсюдженню перекладів смислів Корану українською та російською мовами та іншої літератури про іслам. Кожний охочий може безкоштовно замовити будь-яку літературу на сайті (при цьому сплачуючи за доставку), прийти особисто в мечеть, яка знаходиться в Києві та забрати літературу, а також, іноді можна побачити намет асоціації на Хрещатику або в парку ім. Шевченка, де також можна взяти літературу. Мета такого заходу — звільнення від стереотипів, насаджених суспільством, стосовно ісламу та мусульман.
У 2016 вийшла перша аудіо версія перекладу Корану українською мовою.
У 2017 році було підписано меморандум про спільне вивчення і популяризацію ісламської культури, який було підписано асоціацією мусульман України (АМУ) та історичним факультетом Київського національного університету імені Тараса Шевченка (КНУ).
Асоціація мусульман України разом із Духовним управлінням мусульман Криму, посольством Королівства Саудівська Аравія в Україні та кафедрою нової та новітньої історії зарубіжних країн у КНУ організували навесні 2018 року всеукраїнську олімпіаду для учнів 10–11 класів «Ісламський Схід: історія та сучасність», що проходила на базі історичного факультету Київського Національного університету імені Т. Г. Шевченка. В олімпіаді були декілька етапів, які включали в себе історію арабських, кримськотатарських та ісламських народів. У 2019 році олімпіада пройшла вдруге.
Асоціація мусульман Україна засудила вторгнення Росії в Україну на початку 2022 року, голова асоціації Сулейман Хайруллаєв у інтерв'ю турецькому арабомовному каналу «القناة التاسعة» зауважив, що «російські окупаційні війська обстрілюють та бомбардують цивільні будинки, школи, дитячі садки, лікарні та об'єкти критичної інфраструктури.»

## Діяльність
- Безкоштовна розсилка перекладів Корану українською, або російською мовою. Замовник сплачує лише вартість пересилки.[8]
- Ознайомлення з ісламом, ісламською культурою.
- Проведення п'ятничних молитов (джума-намаз)
- Проведення іфтарів.
- Асоціація мусульман України виклала аудіоверсію Корану українською мовою[9]